# Muscle thyro-hyoïdien
Le muscle thyro-hyoïdien (en latin : Musculus thyrohyoideus) est un muscle infra-hyoïdien.

## Description
Le muscle thyro-hyoïdien est un petit muscle quadrilatère situé à la partie antéro-supérieure du cou, entre le cartilage thyroïde et l'os hyoïde dans le prolongement du muscle sterno-thyroïdien.

## Origine
Le muscle thyro-hyoïdien nait de la ligne oblique du cartilage thyroïde, qui est une crête située sur la face antérieure du cartilage thyroïde du larynx.

## Trajet
Le muscle thyro-hyoïdien  se dirige en haut.
Parfois se détachent des fibres musculaires formant le muscle élévateur de la glande thyroïde.

## Insertion
Le muscle thyro-hyoïdien se termine sur le tiers latéral du bord inférieur et de la face postérieure du corps de l’os hyoïde et sur la face inférieure de la grande corne de l’os hyoïde.

## Innervation

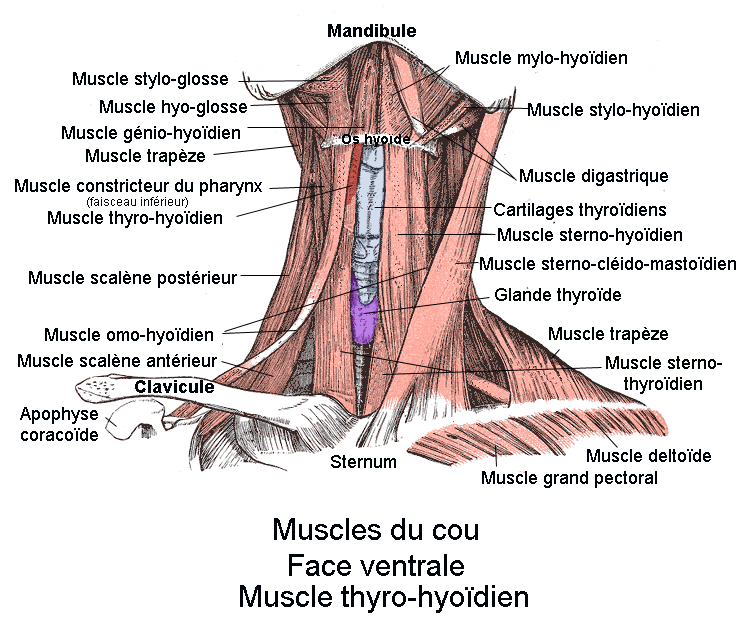
Muscle thyro-hyoïdien.

Comme tous les autres muscles infra-hyoïdiens, il est innervé par une branche du plexus cervical, branche dont les rameaux sont issus surtout de C2 et C3.
Attention à la confusion pour le muscle thyro-hyoïdien : le plexus cervical donne une branche en épingle à cheveux : l'anse cervicale, qui remonte et s'anastomose avec le nerf hypoglosse XII. On voit ainsi parfois que c'est le nerf XII qui innerve le thyro-hyoïdien: c'est une erreur.
En fait, l'anse cervicale cache une partie de ses fibres récurrentes dans le trajet de l'hypoglosse, d'où la confusion, mais l'innervation du muscle thyro-hyoïdien est bien d'origine spinale, et non crânienne.

## Action
Le muscle thyro-hyoïdien abaisse l’os hyoïde et, à partir d’un point fixe sur l’os hyoïde, élève le larynx.

## Galerie

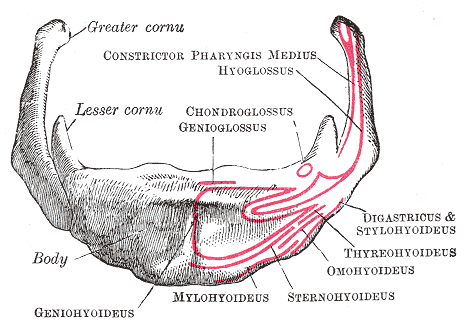
Os hyoïde. Vue antérieure
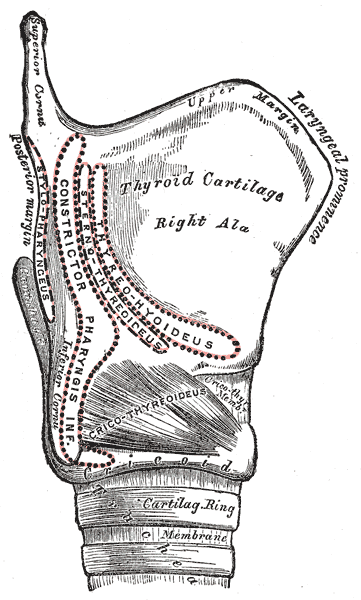
Vue latérale du larynx.
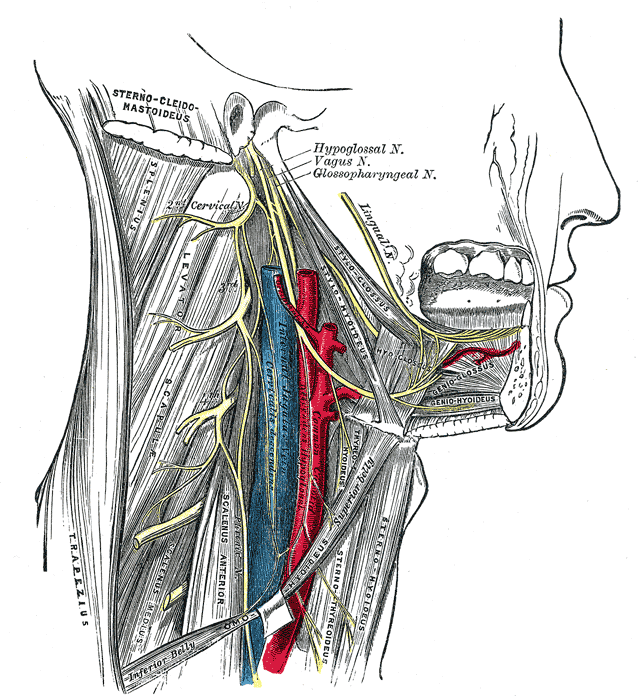
Nerf hypoglosse
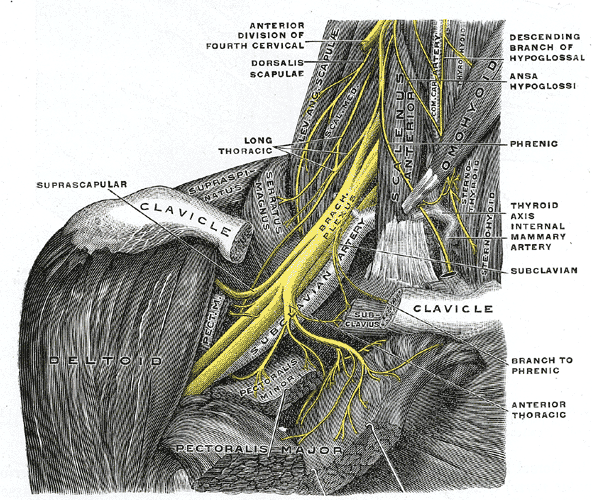
Plexus brachial droit vu de face.